# カーソル
カーソル（英: cursor）はコンピュータのユーザインタフェースを構成する要素のひとつで、現在の入力位置を指し示す小さな図形や記号のこと。古くは文字の入力位置を示すものだった。この語の語源はラテン語で「走者」もしくは「競争者」を意味する「cursor」である。

## 一般的なカーソルの姿

### 文字入力インタフェース

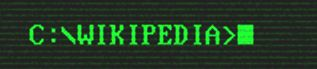
四角形のカーソル

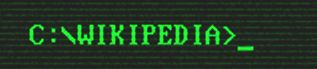
下線のカーソル

コンソールやテキストエディタといった文字入力インタフェースにおけるカーソルは、次に入力される文字がテキスト中のどこに追加されるかを示す。古くから見られる形式では、塗りつぶされた四角形または下線として表示される。目立たせるため、あるいはカーソルの重なっている文字が見えるようにするために点滅させる場合も多い。点滅するカーソルは1968年にチャールズ・A・キーズリングによって発明された。また、挿入モードでは下線、上書きモードでは四角形など、カーソルの形状を使ってモード切替状態を利用者に伝えるシステムもある。
近年のビットマップによる画面表示では、文字の間に表示される縦線あるいはキャレット等でカーソルを表示する場合も多い。こうすることで文字間への「挿入」をより直接的に表現できるようになり、またプロポーショナルフォントでもカーソル形状の変化を抑えることができる。反面、四角形のカーソルに比べて画面上で目立ちにくくなるという欠点もある。
文字の入力位置を示すポインタは、MS-DOSではカーソルと呼ばれていたが、Microsoft Windowsではキャレットと呼ばれるようになり、マウスポインタをカーソルと呼ぶようになった。

### メニュー選択インタフェース
あらかじめ与えられた選択肢の中から操作を選択して指示する、メニュー選択型のインタフェースでは、どの選択肢を選ぼうとしているのか示す必要がある。具体的な形状としては、選択肢の前に矢印を表示したり、あるいは選択肢自身を反転表示したりといった方法がとられる。

### GUI

マウスポインタ

GUI環境において、操作対象を示すために表示される矢印などの小さな図形もカーソルと呼ばれていたが、「カーソルの操作」の節で後述するとおり、マウスで操作されることが多いので、現在はマウスポインタ（mouse pointer）と呼ばれる。多くのGUIでは状況に応じてマウスポインタの形が変化する。

### マウスポインタの形状
- グラフィックソフトウェアではユーザーが選択した機能に応じて、ブラシ・鉛筆・ペンキバケツなど様々な形をとる。
- リサイズ可能なウィンドウの端や角にきたときは両矢印の形になり、ウィンドウのサイズを変更できることを示す。
- システムやアプリケーションがビジー状態でユーザーの入力を受け付けないときは、待機状態を示すポインタ（待機カーソル）が表示される。かつては砂時計のデザインのアイコンが使われていたが、2000年代以降はアニメーションする円形のデザインのアイコンが使われることが多くなっている。Windows Vista以降の待機カーソルはデフォルトで青色のリング形状である[7]。macOS（Mac OS X以降）ではスピニング待機カーソル（英: spinning wait cursor）[8]と呼ばれ、虹色の風車のような形状である（スピニングホイールやレインボーカーソルとも呼ばれる）。
- ハイパーリンクに重なったときは人差し指を突き出した手の形になる。このとき、ふきだしの形でツールチップが表示されることが多い。
- ハイパーリンクに似ているが、マウスポインタが指す対象にヘルプが存在するときは疑問符の形になる。

## 特殊なカーソル

### プログラミング言語LOGO
プログラミング言語LOGOでは、画面上の亀（タートル）に対して「旋回」「前進」などのコマンドを与えることで図形を描くことができる。タートルは現在位置と進行方向を保持する。

## カーソルの操作
コンピュータシステムのキーボードの多くは、上下左右の4方向へのカーソル移動キー（方向キー、矢印キー）を持つ。また、コントロールキーと他のキーの組み合わせでカーソルの移動を指示するインターフェイスもある。ダイヤモンドカーソルは、その一例である。
UNIXで人気の高いテキストエディタのviとEmacsは、それぞれ独特のカーソル移動操作を採用している。他のアプリケーションでも、これらのカーソル移動を再現するためのカスタマイズ方法を提供しているものが散見される。
ゲーム機では、メニュー型インタフェースを採用して十字キーまたはアナログスティックで操作させるものが多い。
GUIでは主にマウスなどのポインティングデバイスを使って操作することができるのは、マウスポインタである。テキスト入力欄におけるカーソルは前述の方向キーまたはマウスポインタで指した位置でマウスをクリックすることにより移動することができる。

### マウスオーバー
マウスオーバー（英: mouse over / mouseover）とは、カーソルを何らかの要素の上に重ね合わせている状態のことである。マウスホバー、オンマウス、ポイントとも言う。「マウスオーバーする」と表現すると、マウスポインタを何らかの要素の上に重ね合わせる操作のことになる。

### ロールオーバー
ロールオーバー（英: roll over / rollover）とは、マウスオーバーによって期待される現象のことである。

#### 代表的な現象

##### プレビュー
Microsoft Windows 7、Windows 8およびWindows 10におけるAero Peekが一例である。
この他にも、Wikipediaの記事へのリンクにマウスオーバーした際のページのプレビュー（英: page preview）機能もロールオーバーに含まれる。